# Veiga (Chantada)
Veiga (llamada oficialmente San Xoán de Veiga) es una parroquia y una aldea española del municipio de Chantada, en la provincia de Lugo, Galicia.

## Organización territorial
La parroquia está formada por tres entidades de población:
- Franza
- Rabelas
- Veiga

## Demografía

### Parroquia
| Gráfica de evolución demográfica de Veiga (parroquia) entre 2000 y 2019 |
|                                                                         |
| Datos según el nomenclátor publicado por el INE.                        |

### Aldea
| Gráfica de evolución demográfica de Veiga (aldea) entre 2000 y 2019 |
|                                                                     |
| Datos según el nomenclátor publicado por el INE.                    |